# Tálas Áron
Tálas Áron (Tiszafüred, 1990. október 8.) magyar jazz-zongorista, dobos, zeneszerző, tanár.
Saját zenekara, a Tálas Áron Trio és a Flight Modus mellett tagja többek között Borbély Mihály, Lantos Zoltán, Bacsó Kristóf, Szendőfi Péter, zenekarainak. A Liszt Ferenc Zeneművészeti Egyetem jazz-zenekari tanára, a Bartók Béla Zeneművészeti Szakközépiskola jazz-zongoratanára, 2014-15 között jazz-dobot tanított a Kodolányi János Egyetemen.
Olyan előadókkal volt alkalma együtt játszani, mint Lionel Loueke, Kurt Rosenwinkel, Lew Tabackin, Babos Gyula, Borlai Gergő, Fekete-Kovács Kornél, Palya Bea, Szalóki Ági, Harcsa Veronika, Tompos Kátya vagy Miklósa Erika.
Számos zenekar alkalmi közreműködője, mint pl. a Modern Art Orchestra, Budapest Jazz Orchestra, Pátkai Rozina, Micheller Myrtill, de turnézott Takács Nikolasszal is.

## Tanulmányok
Zenei tanulmányait Mezőkövesden kezdte furulyán, ütőn és zongorán, majd Miskolcon folytatta a Bartók Béla Zeneművészeti Szakközépiskolában jazz-zongora és jazz-dob szakon Bundzik Istvánnál és Kacsenyák Gábornál.
2015-ben zongoratanári mesterdiplomát szerzett (MA) a Liszt Ferenc Zeneművészeti Egyetemen Binder Károly és Oláh Kálmán tanítványaként, 2016-ban pedig dobtanári mesterszakon diplomázott Jeszenszky Györgynél és Benkó Ákosnál.
2021-ben beválogatták a bázeli Musikakademie "Focusyear" programjába, mely során egy évig a jazz ikonikus zenészeivel dolgozhatott, mint pl. Jeff Ballard, Wolfgang Muthspiel, Lionel Loueke, Jorge Rossy, Django Bates, Ingrid Jensen.

## Tálas Áron Trio
A zenekar 2014-ben alakult Barcza Horváth József nagybőgőssel és Mohay András dobossal. 2015-ben Gyárfás Attila került a dobok mögé és rögzítették az első, Tálas szerzeményeit tartalmazó "Floating Island" c. albumot. A lemez 2016-ban jelent meg a Gats Productions kiadónál Japánban.
Zipernovszky Kornél kritikus így írt az albumról a Magyar Narancsban: "Rengeteg finom utalás hallható ki Tálas játékából, de ez mellékes. A lényeg, hogy ezen a ma már szinte elvárható virtuozitáson túl eredetisége, közlékenysége, elképesztően kifejlett formaérzéke és muzikalitása valami olyat produkált ezen a lemezen, aminek saját világa van."
2018-ban a magyar BMC Records kiadó gondozásában jelent meg második albumuk a "Little Beggar", szintén Tálas szerzeményeivel. A lemez elnyerte abban az évben az "év jazzlemeze" címet a Gramofon magazinban.  
„Remekül ötvözi a klasszikus zenei elemeket a mai jazz-áramlatokban tetten érhető páratlan metrumokat, vagy a hirtelen tempó- és lüktetésváltásokat. Zenei világának lírai oldala is erős, harmóniavilágának gazdagsága pazar. Korosztályának egyik legérdekesebb egyénisége, aki szerint a jazz egy önképző szakkör” – Bágyi Balázs.

"Intelligens, kifinomult zongorázás nyűgöz le és magával ragad a ritmusszekció mind a dob, mind a bőgő részéről. Tálas Áron és négy esztendő alatt kiváló együttessé összecsiszolódott triója nemzetközi összevetésben is érdekes anyaggal jelentkezett." - Komlós József JR, Alföldi Régió
2020-tól Tóth István nagybőgőzik és Csízi László dobol a zenekarban. 

## Zenekarok
- Tálas Áron Trio
- Borbély Műhely
- Bacsó Kristóf Triad
- Lantos Zoltán Opensource
- Fusio Group
- Vintage Dolls
- Flight Modus
- Tzumo Trio
- Lazybird

## Díjak, elismerések
- Junior Artisjus-díj (2020)
- Gramofon-díj (2018, Tálas Áron Trio - Little Beggar - "Az év jazzlemeze")
- Gramofon-díj (2016, Borbély Műhely - Gyere Hozzám Estére - "Az év jazzlemeze")
- Montreux-i Jazz-zongoraverseny, döntő (2015)
- Gramofon-díj (2015)
- "Az év billentyűse"[1] (2015)
- Magyar Jazz Szövetség combo verseny I. díj (2013)
- Junior Prima díj (2013)
- "Az év billentyűse"[2] (2013)

## Lemezek
|  | Cím                      | Előadó                                | Kiadó                           | Kiadás éve |
|  | SZERZŐI                  |                                       |                                 |            |
|  | ------------------------ | ------------------------------------- | ------------------------------- | ---------- |
|  | Blue Enough              | Tálas Áron                            | Szerzői kiadás                  | 2022       |
|  | Beats From My Heart      | Tálas Áron                            | Szerzői kiadás                  | 2020       |
|  | Little Beggar            | Tálas Áron Trio                       | BMC                             | 2018       |
|  | Floating Island          | Tálas Áron Trio                       | Gats Production/ Szerzői kiadás | 2016/2020  |
|  | KÖZREMŰKÖDŐI             |                                       |                                 |            |
|  | The Journey Home         | KRIZ ft. Hadrien Feraud, Borlai Gergő | Hunnia Records                  | 2022       |
|  | XXX                      | Fusio Group                           | Tom-Tom Records                 | 2022       |
|  | Bosque                   | Focusyear Band                        | Neuklang                        | 2021       |
|  | Low Frequency Oscillator | Nagy Emma Quintet                     | Magánkiadás                     | 2020       |
|  | Without Dimensions       | Karosi Júlia ft. Ben Monder           | Double Moon Records             | 2020       |
|  | Grenadilla               | Borbély Műhely                        | BMC                             | 2019       |
|  | Step Away                | Fusio Group                           | Tom-Tom                         | 2018       |
|  | Sonaris                  | Lantos Zoltán Opensource              | Hunnia                          | 2018       |
|  | Our Love Is Here To Stay | Karosi Júlia                          | Magánkiadás                     | 2018       |
|  | Meets Bartók and Ligeti  | Szendőfi Péter                        | Magánkiadás                     | 2017       |
|  | Rush                     | Ludányi Quartet                       | Magánkiadás                     | 2017       |
|  | Quintessence             | Szendőfi Péter                        | Szerzői kiadás                  | 2017       |
|  | Gyere Hozzám Estére      | Borbély Műhely                        | BMC                             | 2016       |
|  | Paraiso Na Terra         | Pátkai Rozina                         | Szerzői kiadás                  | 2016       |
|  | Euro-African Playground  | Euro-African Playground               | TOMA Consulting LTD             | 2015       |
|  | Samba Chuva              | Pátkai Rozina                         | Szerzői kiadás                  | 2015       |
|  | Muriel                   | Muriel                                | 1G Records                      | 2014       |
|  | Hidden Roots             | Karosi Júlia                          | DOT Time Records                | 2014       |
|  | Vocé é Eu                | Pátkai Rozina                         | Szerzői kiadás                  | 2013       |